# Padna

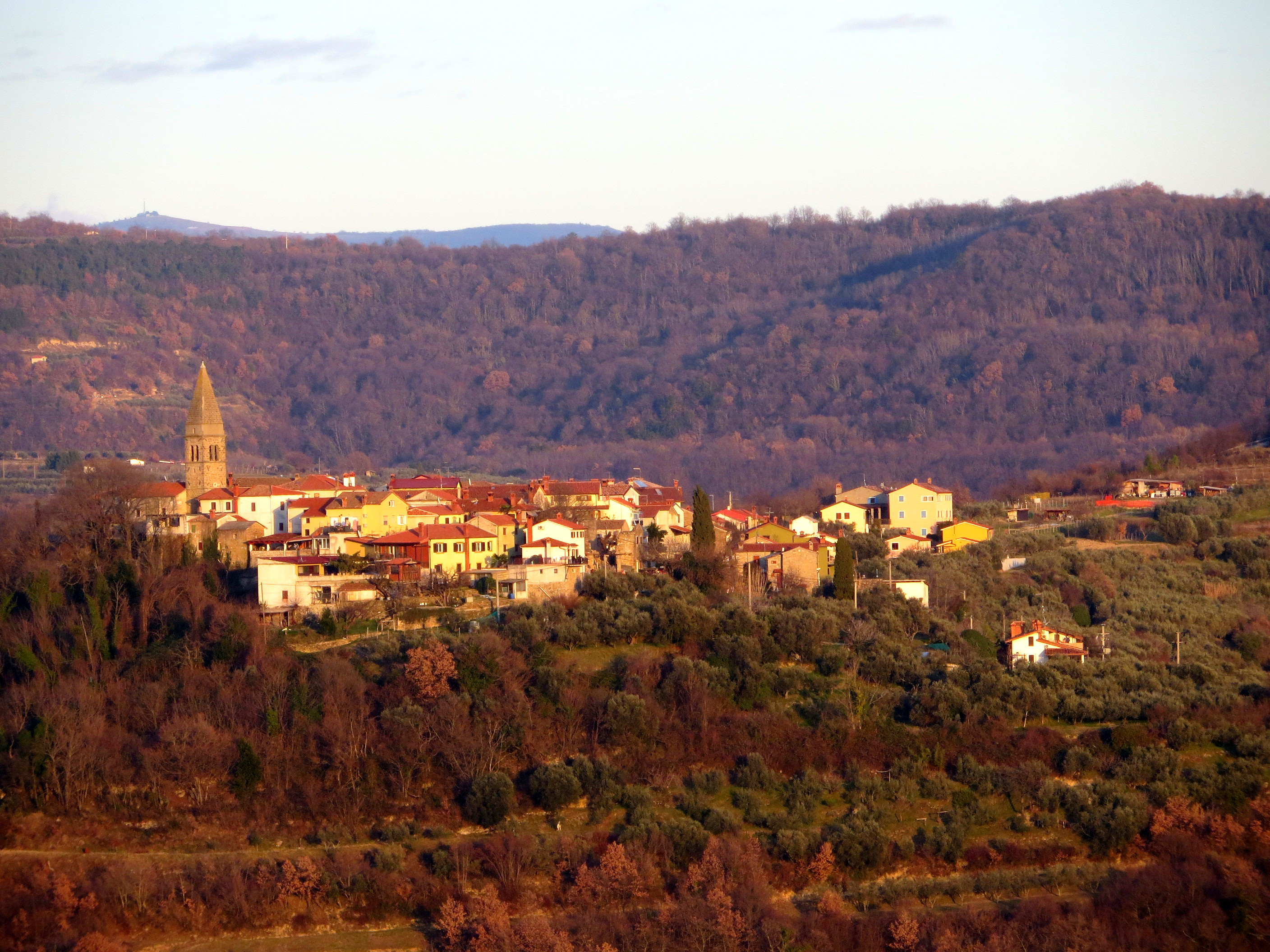
Padna

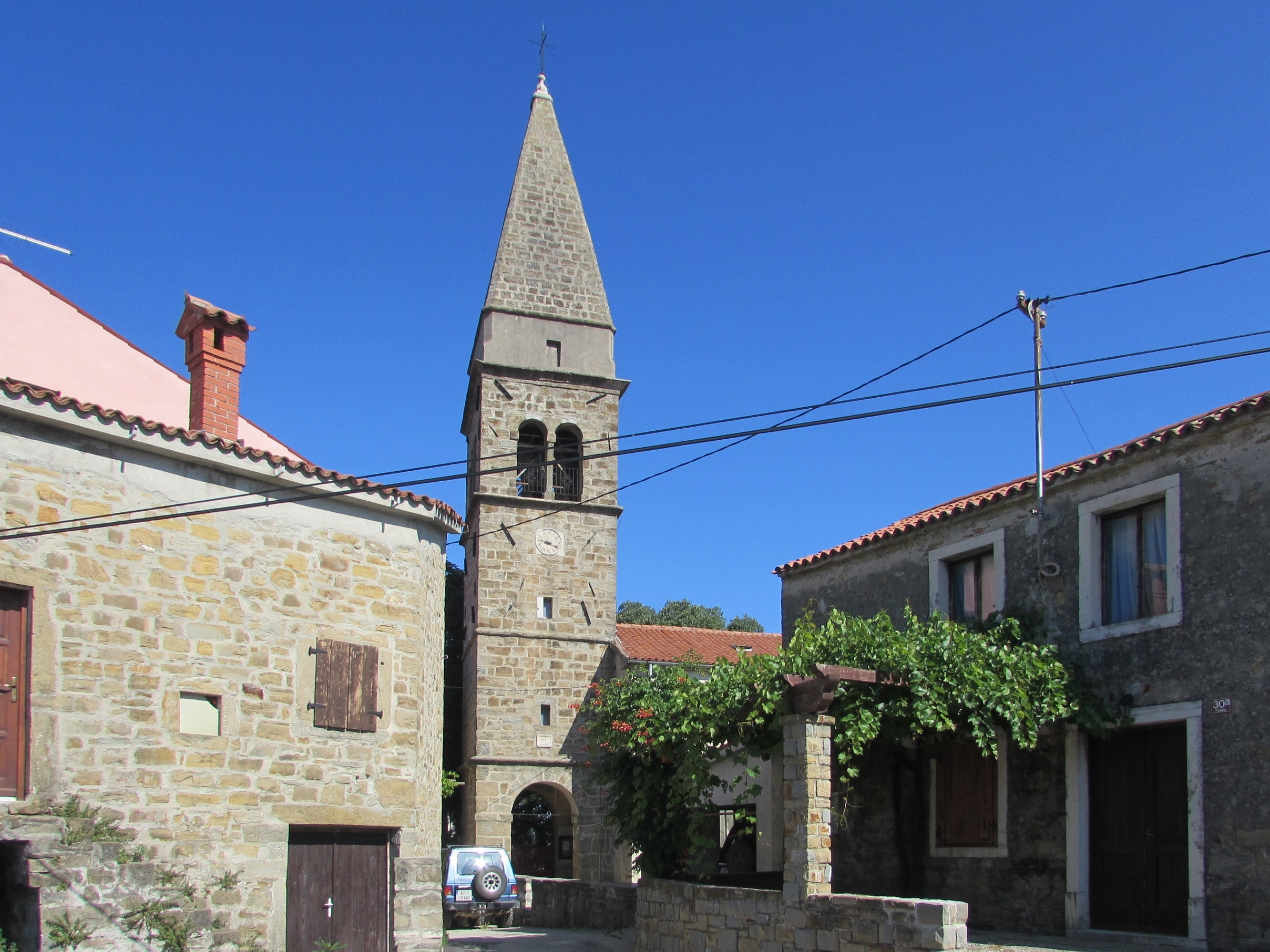
Die Kirche Sv. Blaža (St. Blasius) in Padna

Padna (Italienisch: Padena) ist ein Ort im Südwesten Sloweniens. Das istrische Dorf gehört zur Gemeinde Piran.

## Lage
Padna liegt auf Spitze eines Berges etwa sieben Kilometer östlich der Adria. Der Ort liegt auf einer Höhe von 208 m. i. J. Unterhalb des Dorfes fließt die im Sommer oft ausgetrocknete Drnica, ein Nebenfluss der Dragonja.

## Geschichte
Das Dorf befand sich ursprünglich etwa einen Kilometer östlicher seiner heutigen Lage. Archäologische Funde stammen teilweise aus römischer Zeit. Wann die alte Ortslage aufgegeben und die neue besiedelt wurde, ist nicht geklärt. Eine erste schriftliche Erwähnung fand der Ort 1186. Im 13. Jahrhundert wurde die Kirche Sv. Blaža (St. Blasius) in der neuen Ortslage gebaut. 

## Sehenswürdigkeiten
Padna hat zwei Kirchen. Sv. Blaža (St. Blasius) wurde im 13. Jahrhundert errichtet und 1867 umfassend renoviert. Sie ist als Baudenkmal ausgewiesen. Der Glockenturm stammt aus dem Jahr 1885. 1992 wurden Kirche und Turm letztmals saniert. Eine zweite kleinere Kirche ist dem heiligen Sabas geweiht.
In den renovierten Räumlichkeiten einer ehemaligen italienischen Schule neben der Kirche Sv. Blaža befindet sich eine Galerie des bekannten slowenischen Malers Božidar Jakac. In der Dauerausstellung werden Zeichnungen und Grafiken des Künstlers, der einen Teil seines Lebens in Padna verbrachte, gezeigt.

## Wirtschaft
Das Dorf ist landwirtschaftlich geprägt. Die umliegenden Berghänge sind mit Olivenplantagen bepflanzt. Daneben findet in Höhen- und Tallagen Obst- (beispielsweise Kirschen) und Gemüseanbau statt. Steilhänge sind mit Wald bepflanzt.